# Zuzenhausen
Zuzenhausen ist eine Gemeinde in Baden-Württemberg und gehört zum Rhein-Neckar-Kreis.

## Geographie

### Lage und Naturraum
Zuzenhausen liegt im nördlichen Kraichgau etwa 8 km von Sinsheim entfernt im Elsenztal. Die Burg und der historische Ortskern liegen östlich der den Ort durchquerenden Elsenz. Ein weitläufiger Steinbruch bildet die natürliche östliche Grenze der Besiedlung, die sich in jüngerer Zeit erheblich nach Norden und Westen ausgedehnt hat. Die nördliche Begrenzung des Gemeindegebiets wird zum Teil durch den Schwarzbach gebildet.
Die Gemarkung erstreckt sich über 1164 Hektar. Davon sind 13,4 Prozent Siedlungs- und Verkehrsfläche, 60,2 Prozent werden landwirtschaftlich genutzt und 24,6 Prozent sind bewaldet.

### Nachbargemeinden
Die Gemeinde grenzt im Norden an Meckesheim, im Osten an Eschelbronn und Waibstadt, im Süden an die Stadt Sinsheim und im Westen an Dielheim.

### Gemeindegliederung
Zur Gemeinde Zuzenhausen gehören das Dorf Zuzenhausen und das Gehöft Schloß (Gutshof).

## Geschichte
Zuzenhausen wurde wahrscheinlich im 6. oder 7. Jahrhundert durch fränkische Siedler gegründet, die sich nach dem Sieg gegen die Alemannen dort niedergelassen haben.
Urkundlich erwähnt wurde der Ort erstmals 769 als Zozenhusen, später auch gelegentlich Zuzanheim genannt, und gehörte den Klöstern Lorsch und Hirsau. Zusammen mit der Meckesheimer Zent gelangte Zuzenhausen 1330 unter pfälzische Oberhoheit.
Die Ortsherrschaft hatte aber das Hochstift Speyer, das sie als Lehen an die Herren von Venningen vergab. Die Venninger besaßen seit dem 14. Jahrhundert Teile des Ortes, ab 1637 gehörte ihnen der ganze Ort.
Während des Dreißigjährigen Krieges wurde Zuzenhausen 1622 von durchziehenden bayrischen und 1634 von schwedischen Truppen geplündert. Nach einem Gefecht zerstörten 1643 wiederum bayrische Truppen die Überreste von Ort und Burg, weswegen nach Kriegsende nur noch 9 Familien im Dorf lebten. Schon 1689 brannte Zuzenhausen, wegen der Eroberungskriegen Ludwig XIV., erneut nieder, deren Plage erst nach der Zeit Napoleons endete. 1803 wurde die Kurpfalz aufgelöst und Zuzenhausen fiel an Baden, wo es zunächst zum Bezirksamt Neckargemünd und ab 1813 zum Amt Sinsheim gehörte. Wegen Teuerungen und Hungersnöten wanderten im 19. Jahrhundert viele Zuzenhausener nach Amerika aus. Während des Zweiten Weltkrieges zählt Zuzenhausen, nach Eppingen, zu den am schwersten von Kriegseinwirkungen betroffenen Gemeinden des ehemaligen Landkreises Sinsheim.
1939 wurden 921 Einwohner gezählt, Ende 1945 waren es 1095. Bei der baden-württembergischen Gemeindereform konnte Zuzenhausen seine Selbständigkeit behalten und bildet seit 1974 mit Sinsheim und Angelbachtal eine Verwaltungsgemeinschaft. Bei der Kreisreform 1973 wurde der Landkreis Sinsheim aufgelöst und die Gemeinde dem neu gegründeten Rhein-Neckar-Kreis angegliedert. 1999 hatte Zuzenhausen erstmals mehr als 2000 Einwohner.

### Einwohnerentwicklung
| Jahr      | 1871 | 1900 | 1933 | 1950 | 1961 | 1970 | 1987 | 1991 | 1995 | 2000 | 2005 | 2010 | 2015 | 2020 |
| --------- | ---- | ---- | ---- | ---- | ---- | ---- | ---- | ---- | ---- | ---- | ---- | ---- | ---- | ---- |
| Einwohner | 987  | 1020 | 895  | 1468 | 1500 | 1715 | 1905 | 1919 | 1947 | 2036 | 2135 | 2182 | 2153 | 2179 |

Die Grafik zeigt die Einwohnerentwicklung.

## Politik

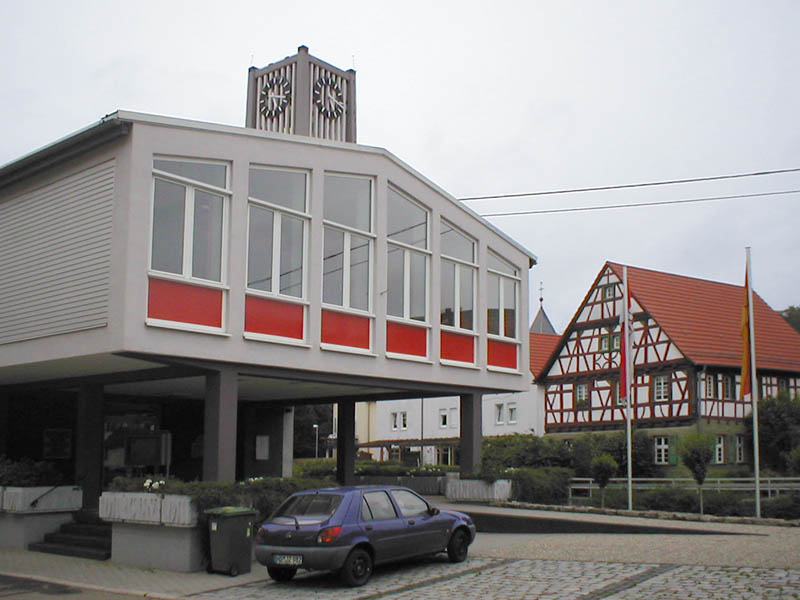
Rathaus von Zuzenhausen

### Gemeinderat
Der Gemeinderat besteht aus 10 gewählten, ehrenamtlichen Gemeinderäten und dem Bürgermeister als stimmberechtigtem Vorsitzenden.
Die Kommunalwahl 2024 führte zu folgendem Ergebnis (in Klammern: Unterschied zu 2019):
| Gemeinschaft unabhängiger Wähler (GUW)        | 42,81 % (−6,18) | 4 Sitze (−1) |
| Christlich Demokratische Union (CDU)          | 31,07 % (+3,85) | 3 Sitze (±0) |
| Sozialdemokratische Partei Deutschlands (SPD) | 26,12 % (+2,31) | 3 Sitze (+1) |

Die Wahlbeteiligung lag bei 72,4 % (+4,6).

### Bürgermeister
Am 1. Juli 2018 wurde Bürgermeister Hagen Zuber (parteilos) mit einer Mehrheit von 98,8 Prozent der abgegebenen Stimmen für eine Amtsperiode von acht Jahren gewählt.

### Wappen
Die Blasonierung des Wappens lautet: In Silber ein rotes Haus mit offenem Tor und zwei vor dem Dachreiter schräggekreuzten roten Lilienstäben.
Das Wappen geht zurück auf ein Gerichtssiegel von 1748. Es wurde 1905 vom badischen Generallandesarchiv in Anlehnung an dieses Siegel gestaltet. Das Haus verweist redend auf den Ortsnamen. Die Lilienstäbe sind dem Wappen der Herren von Venningen entnommen, die jahrhundertelang die Ortsherrschaft über Zuzenhausen hatten.
Die Flagge ist Rot-Weiß und wurde 1963 vom Innenministerium verliehen.

### Partnerschaften
Zuzenhausen unterhält partnerschaftliche Beziehungen zu der Stadt La Colle-sur-Loup an der Côte d’Azur in Frankreich und zur Gemeinde Crostau in der Oberlausitz in Sachsen.

## Kultur und Sehenswürdigkeiten

### Bauwerke

#### Burg Zuzenhausen
Die bereits im 13. Jahrhundert erwähnte Burg Zuzenhausen ist nur noch als verwachsene Ruine auszumachen. Die Burg war nach mehreren Erweiterungen Mitte des 16. Jahrhunderts ein Sitz der Herren von Venningen. Nach dem Pfälzischen Erbfolgekrieg verfiel das Bauwerk. Die Ruine kann wegen Baufälligkeit nicht betreten werden.

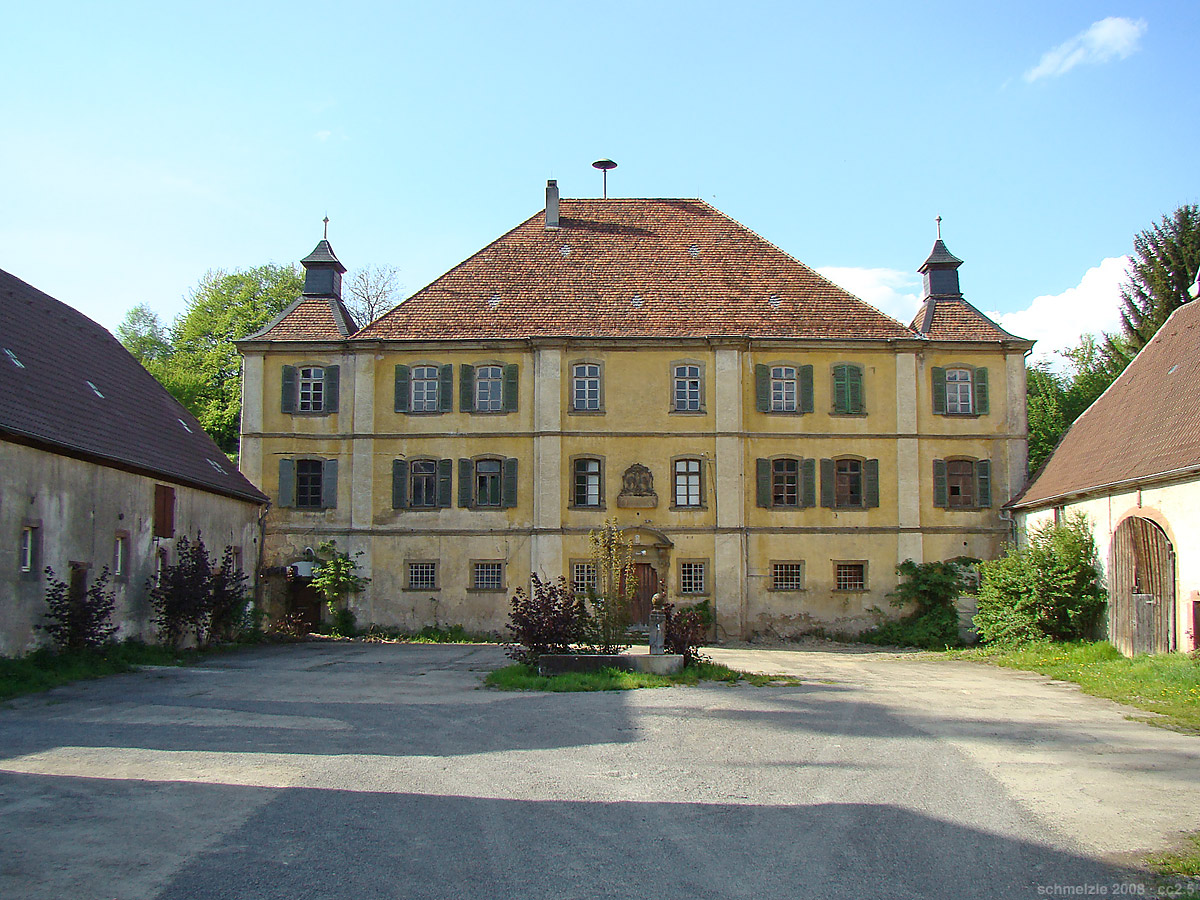
Schloss Agnestal vor der Renovierung
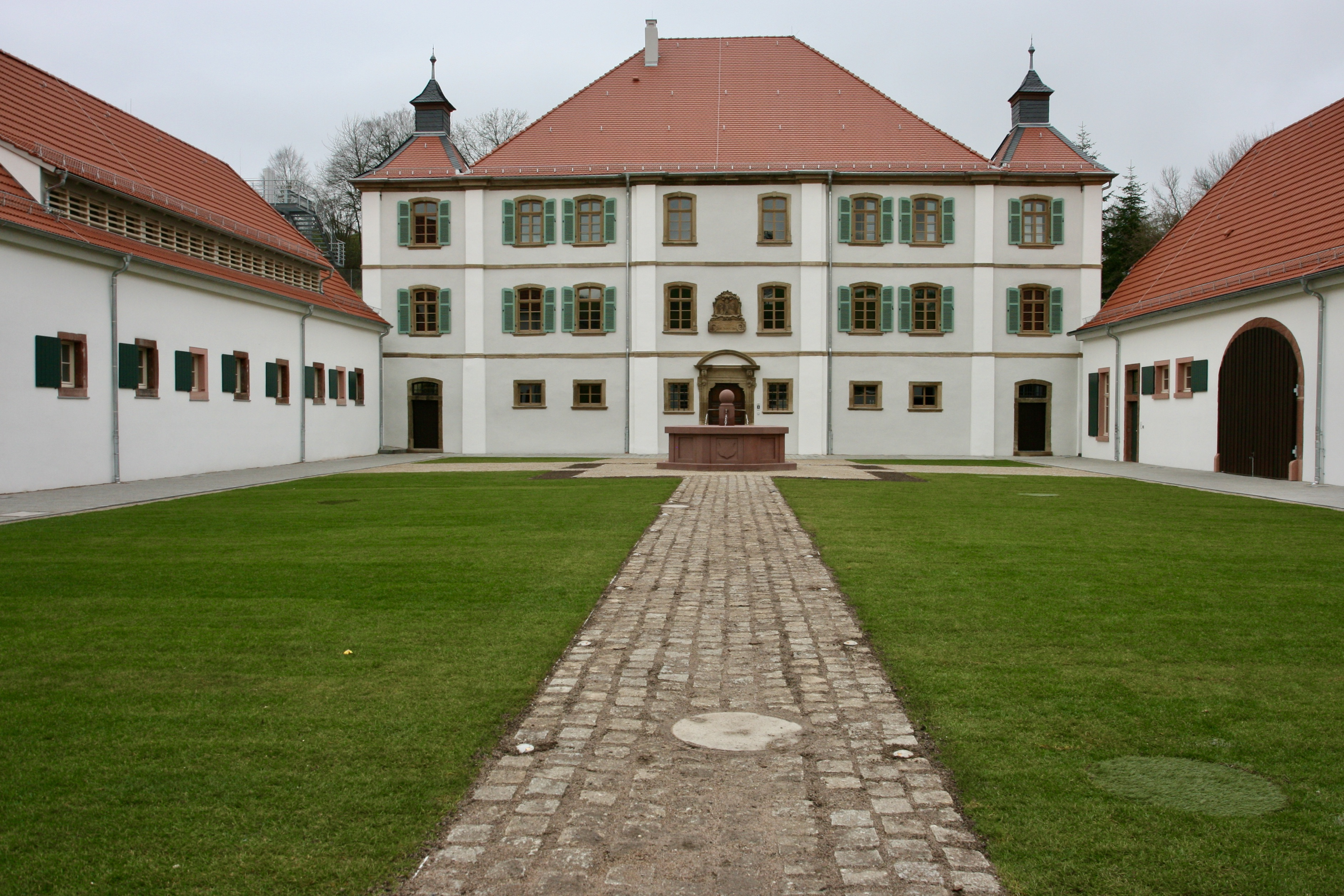
Schloss Agnestal nach der Renovierung 2008

#### Schloss Agnestal
Westlich des Ortes befindet sich an der Straße nach Horrenberg im Tal des Seebachs das Schloss Agnestal (auch Schloss Seehälde), ein dreistöckiger barocker Bau mit turmartigen Seitenflügeln, mächtigem Walmdach und zugehörigen Wirtschaftsgebäuden, erbaut ab 1716 durch den kurpfälzischen Generalmajor Johann Hermann von Freudenberg, ab 1780 in Besitz und vollendet durch Carl Philipp von Venningen und seine Gemahlin Anna Maria geb. von Hutten, deren Allianzwappen das Gebäude ziert.
Zu Beginn des 19. Jahrhunderts wurde das Schloss zum Hofgut umgewandelt. Die Bewirtschaftung wurde nach dem Zweiten Weltkrieg aufgegeben, in jüngster Zeit diente das Schloss als Diskothek. Seit der Rückrunde der Fußball-Bundesliga 2009/10 nutzt die TSG 1899 Hoffenheim das Gelände des Schlosses als Trainingszentrum. Im Jahr 2008/09 wurde das Schloss für rund 14 Millionen Euro saniert und erweitert. Es entstand ein Trainingszentrum mit fünf Sportplätzen.

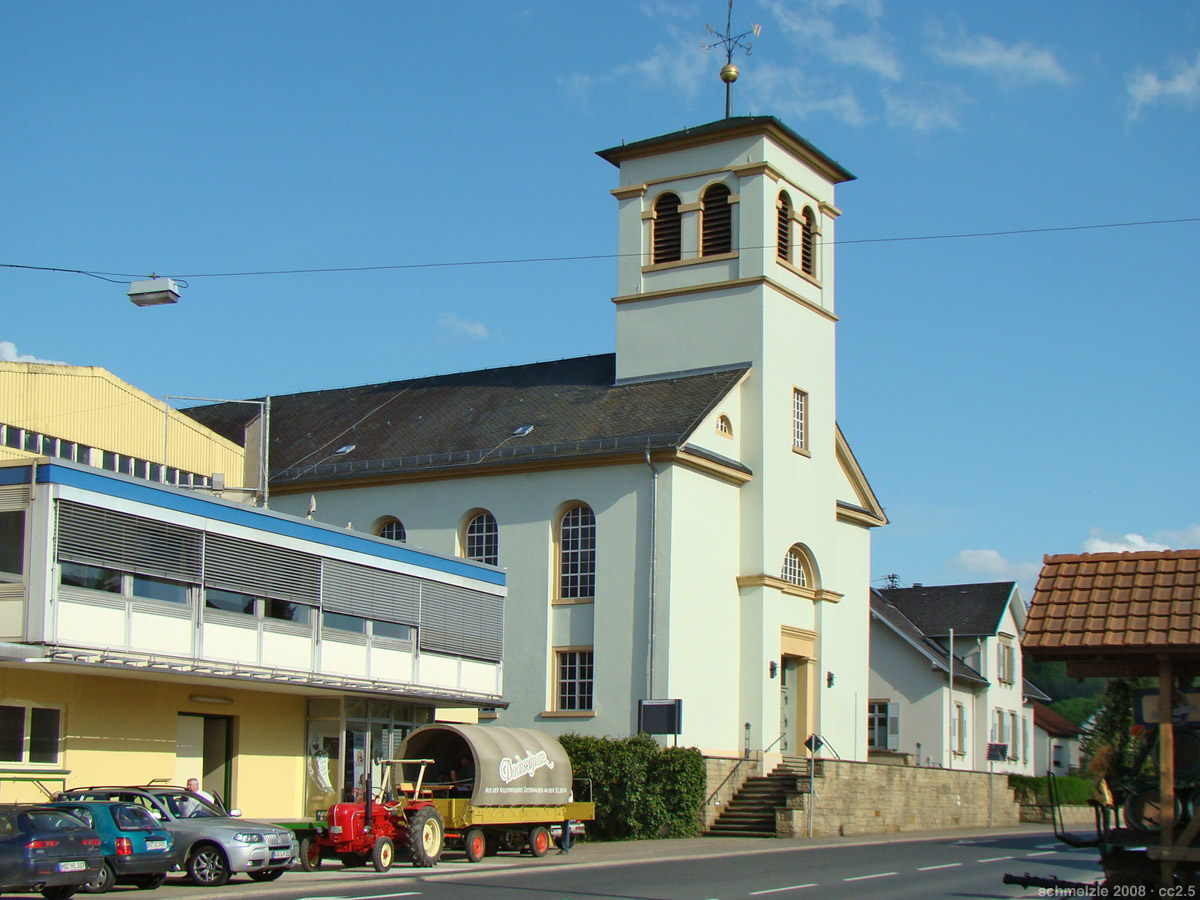
Evangelische Kirche
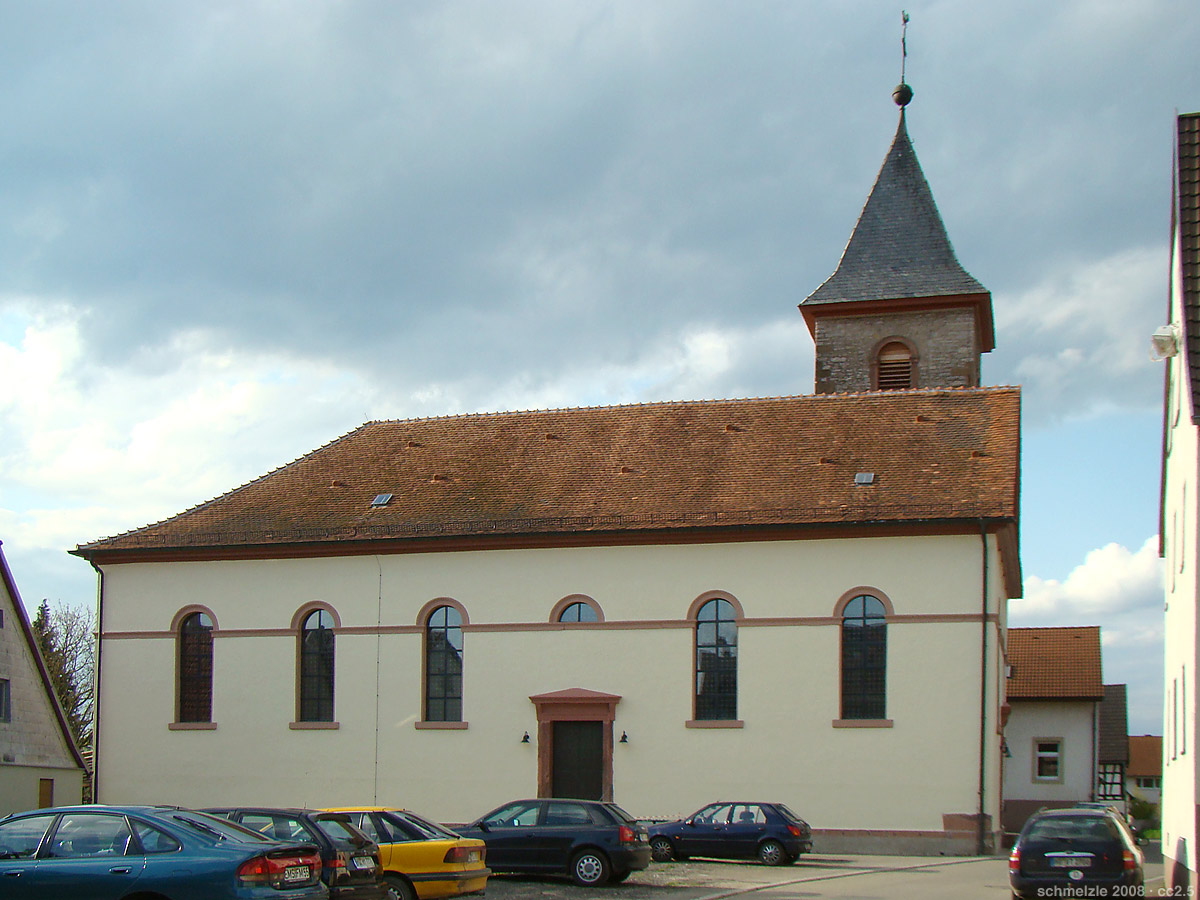
Katholische Kirche

#### Kirchen
Die katholische Kirche St. Sebastian wurde 1826 errichtet. Das Langhaus ist klassizistisch, während der Turm noch mittelalterlich ist. Der Innenraum der Kirche erfuhr im Jahr 2008 eine komplette Sanierung. Die Orgel stammt von Johann Ferdinand Balthasar Stieffell.
Die evangelische Kirche wurde 1831 im klassizistischen Weinbrenner-Stil erbaut. Im Jahr 2009 wurden die alten Stahl-Notglocken durch ein neues Geläut aus Bronzeglocken ersetzt.

#### Sonstige Gebäude
Das Alte Schulhaus stammt aus den Jahren 1897/98. Im Jahr 2002 wurde die Häusel-Grundschule bezogen. Seitdem wird das Gebäude als Haus der Vereine genutzt.
Im Ort gibt es zahlreiche gut erhaltene historische Fachwerkhäuser.
Das Rathaus des Ortes ist ein moderner Zweckbau von 1967 und wurde 1998 saniert. Es ersetzte in den 1960er Jahren einen Barockbau, weil es damals Zuschüsse für einen Neubau, aber nicht für eine Renovierung gab.

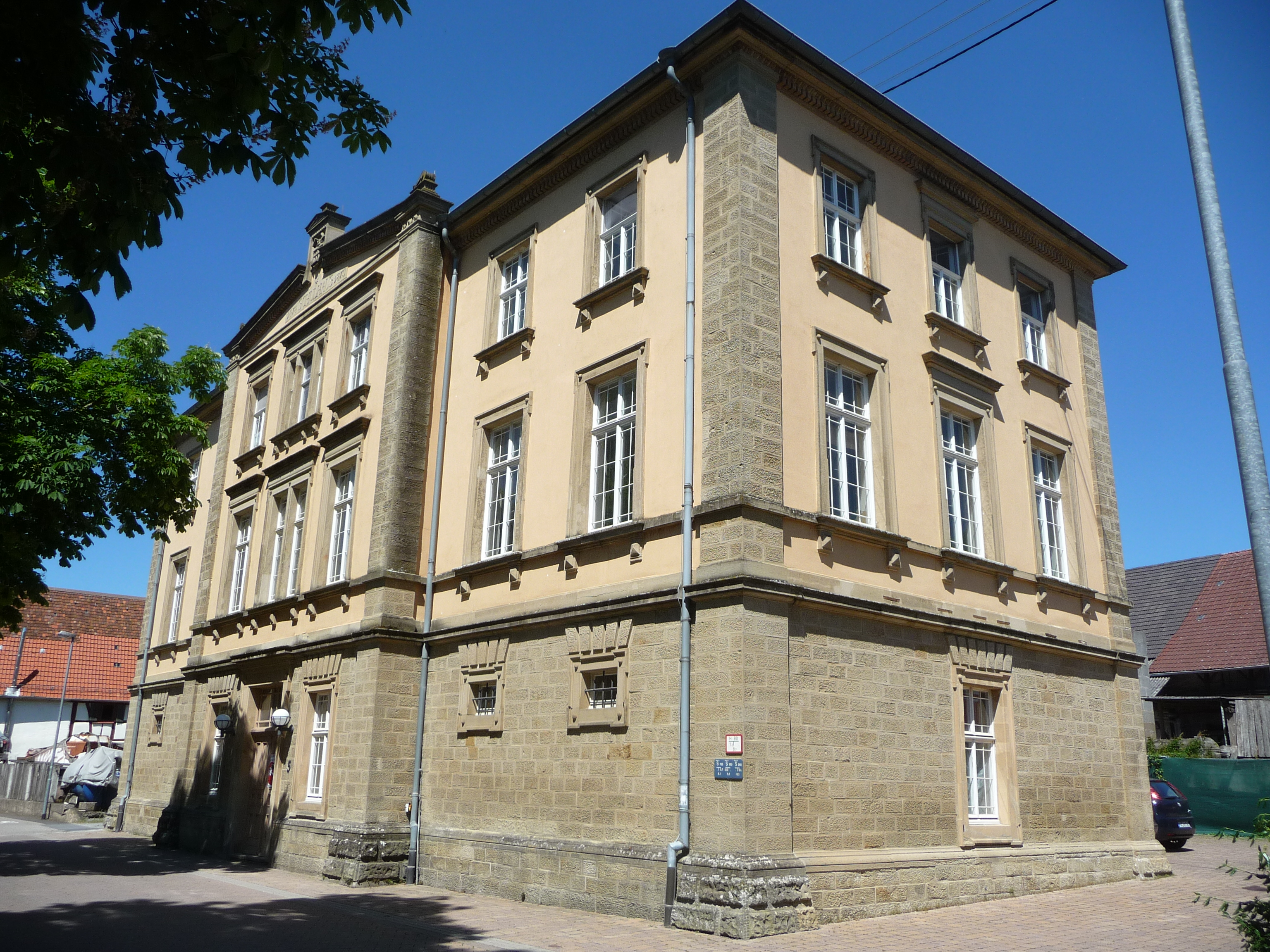
Alte Schule
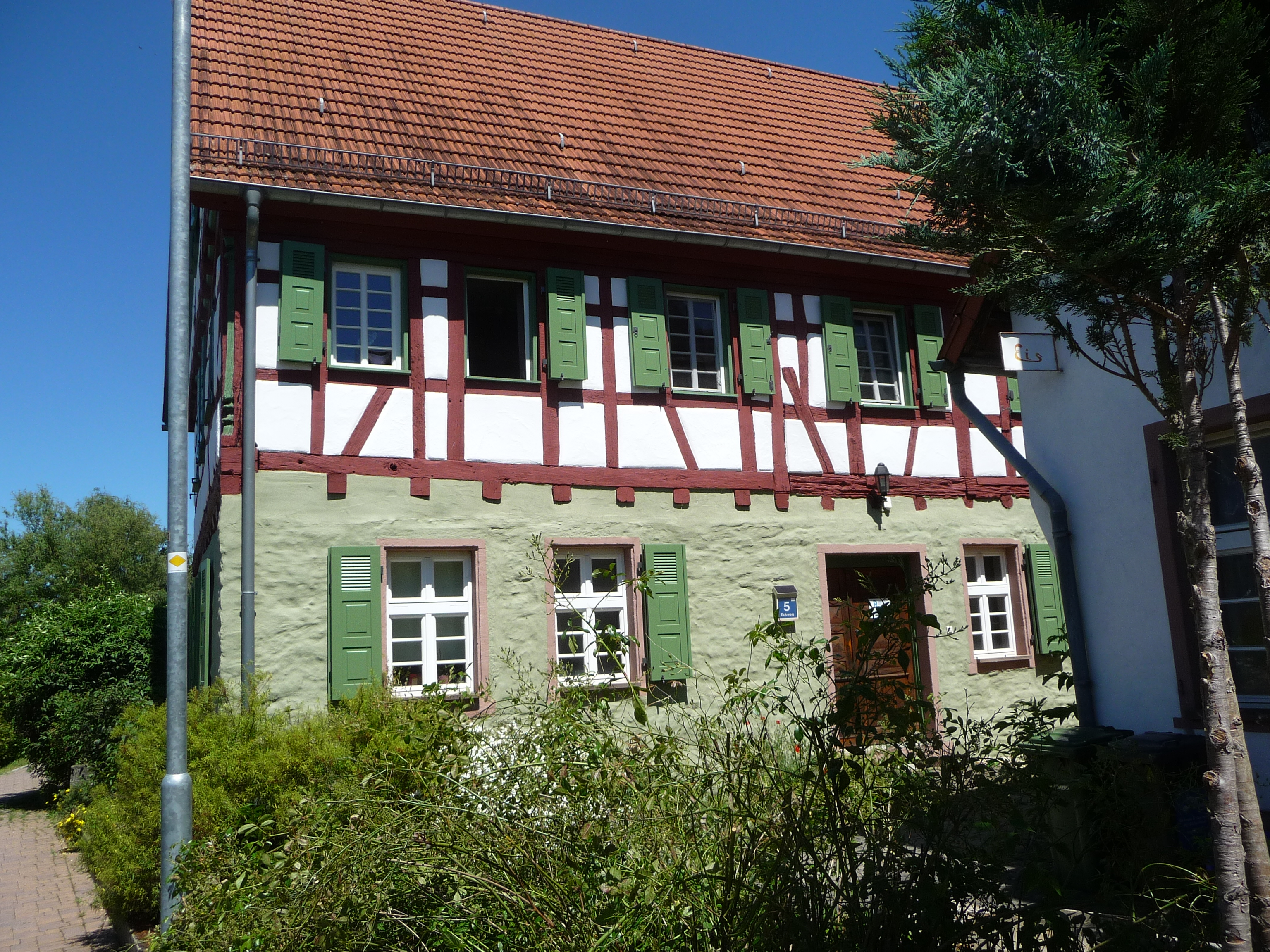
Fachwerkhaus
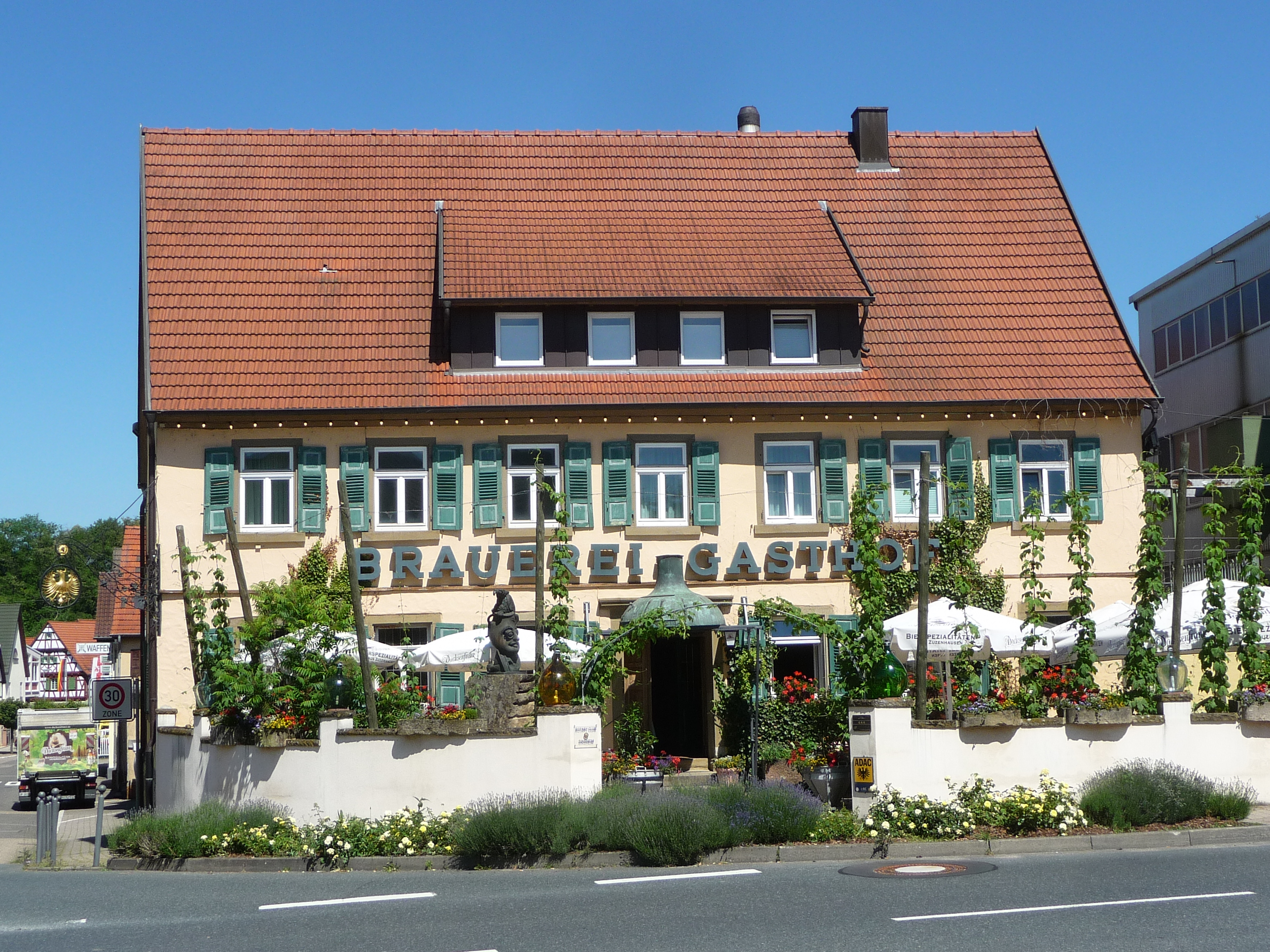
Brauerei Dachsenfranz
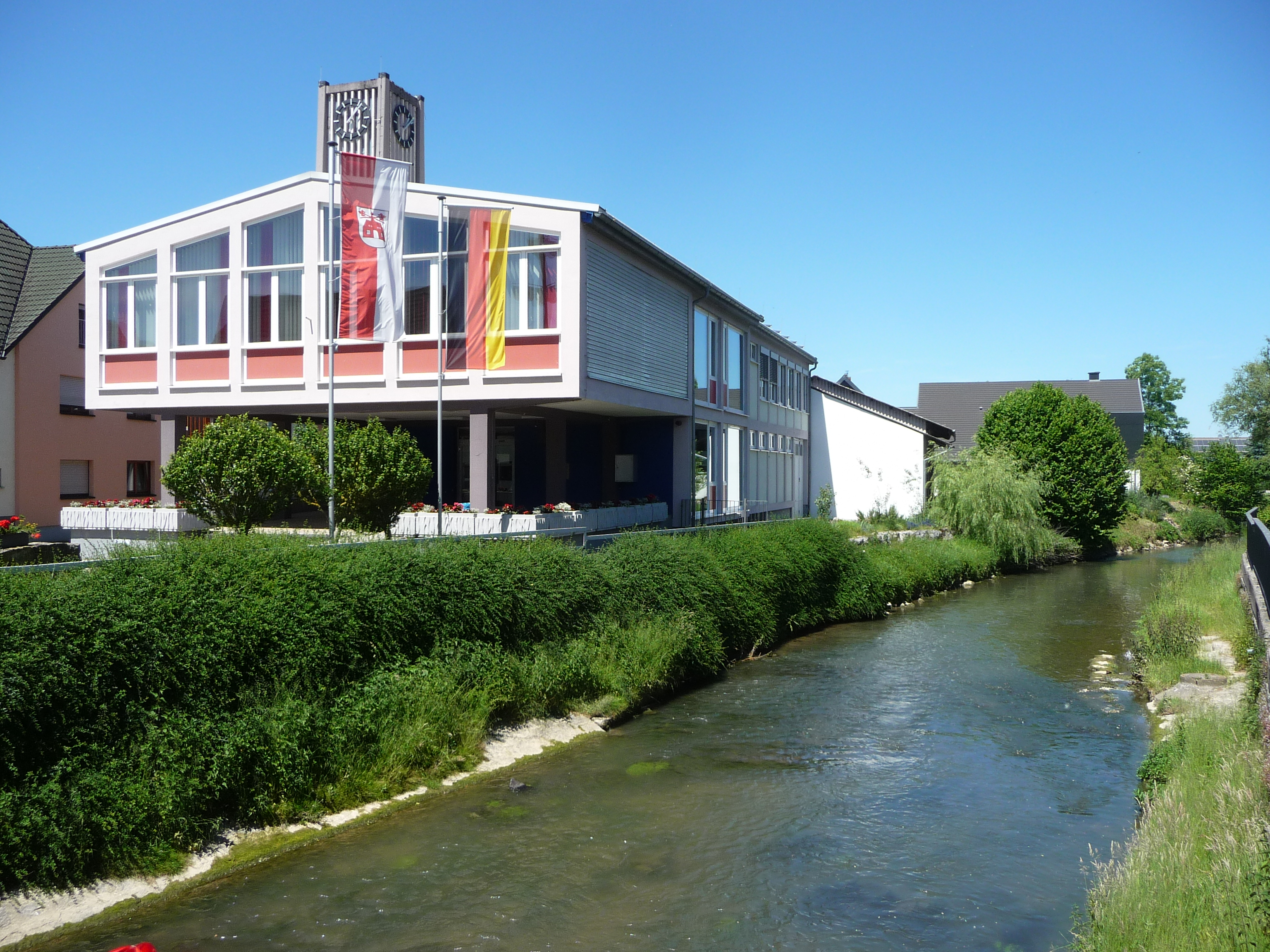
Rathaus an der Elsenz

### Sport
2001 wurde in Zuzenhausen das Dietmar-Hopp-Jugendförderzentrum zur Förderung der Jugendarbeit der Fußballvereine FC Zuzenhausen und TSG 1899 Hoffenheim eröffnet.

### Regelmäßige Veranstaltungen

Dachsenfranz

Bis 2016 fand alle zwei Jahre das Dachsenfranzfest statt. Dieses Volksfest erinnerte an Francesco Regali alias Dachsenfranz, ein Original italienischer Herkunft, der sich in der zweiten Hälfte des 19. Jahrhunderts und zu Beginn des 20. Jahrhunderts in der Region aufhielt. Er nahm 1866 am Krieg des italienischen Freiheitskämpfers Giuseppe Garibaldi teil, musste aber fliehen, weil er einen despotischen Vorgesetzten niederschlug. Seine jahrelange Flucht führte ihn auch in die Wälder des Kraichgaus. Er lebte in Erdhöhlen, war ein Meister im Fallenstellen und verkaufte Felle sowie Dachsenfett als Grundlage seiner Spezial-Salbe.
Beim Dachsenfranzfest wurde der Ort durch Darstellung alten Handwerks und Brauchtums in die Zeit um 1900 zurückversetzt und die Geschichte um diesen Trapper nachempfunden. Über den Dachsenfranz gibt es gleich mehrere Theaterstücke, die im Freilichttheater aufgeführt werden. Initiator dieses Ereignisses war die ortsansässige Adler-Brauerei, die ihre Biere seit einigen Jahren erfolgreich unter dem Markennamen „Dachsenfranz“ vertreibt.
Seit 2017 findet alle 2 Jahre das »Fest am Fluss« statt. Die ortsansässigen Vereine und Einrichtungen veranstalten dieses Fest mit verschiedenen Ständen und Attraktionen entlang des Elsenzufers.
Jährlich findet auch eine Dorfkerwe mit anschließendem Kerweumzug statt. Ins Leben gerufen wurde diese jährliche Aktion vom Kerweverein Briggehossler.

## Wirtschaft und Infrastruktur

### Verkehr
Der Haltepunkt Zuzenhausen liegt an der Elsenztalbahn. Er wird durch die Linie S5 (Heidelberg – Sinsheim – Eppingen) der S-Bahn RheinNeckar bedient. Darüber hinaus gibt es Busverbindungen nach Sinsheim und Heidelberg. Zuzenhausen gehört zum Tarifgebiet des Verkehrsverbunds Rhein-Neckar.
Durch den Ort führt die Bundesstraße 45 (Neckargemünd–Sinsheim) und bietet Anschluss an die südlich verlaufende Bundesautobahn 6.
Durch eine Alltagradsroute aus dem Radnetz Baden-Württemberg ist Zuzenhausen über Meckesheim, Mauer und Wiesenbach mit Neckargemünd und in der anderen Richtung mit Sinsheim (über dessen Stadtteil Hoffenheim) verbunden.
Durch Zuzenhausen verläuft die Burgen-Tour Kraichgau-Stromberg, eine etwa 52 Kilometer lange regionale Radroute, die den Ort mit den umliegenden Orten Hoffenheim und Eschelbronn verbindet.

### Bildung
In Zuzenhausen gibt es zwei Grundschulen und eine Gemeindebücherei. Seit dem 1. Januar 2010 gibt es in Zuzenhausen die Freie aktive Montessori-Schule LernWerk e. V., die in den ehemaligen Kindergarten eingezogen ist und bis dahin in Neckargemünd angesiedelt war. Sie umfasst das 1. bis 10. Schuljahr. Weiterführende Schulen befinden sich in den umliegenden Gemeinden und Städten.

## Persönlichkeiten

### Söhne und Töchter der Gemeinde
- Franz Christoph Keidel (1766–1834), badischer Landtagsabgeordneter
- Friedrich Wilhelm Muckle (1883–1942), deutscher Nationalökonom

### Mit der Gemeinde verbundene Personen
- Stephan von Venningen († 1530) Ortsherr in Grombach
- Carl Philipp von Venningen (1728–1797), Reichsritter aus der Familie der Herren von Venningen
- Maximilian Joseph von Chelius (1794–1876), deutscher Augenarzt und Chirurg
- Franzesco Regali (Dachsenfranz), Fallensteller und Vagabund italienischer Herkunft
- Adam von Au (1869–1942), deutscher Pädagoge und Politiker (Wirtschaftspartei)
- Dieter Bruno Kabus (1941–1993), evangelischer Pfarrer und Jugendbuchautor

## Filme
Die 1949 veröffentlichte US-amerikanische Screwball-Comedy Ich war eine männliche Kriegsbraut von Regisseur Howard Hawks wurde unter anderem in Zuzenhausen gedreht.